# Jonas Schmidt (Schauspieler)
Jonas Tveje Bisgaard Schmidt (* 20. Juni 1973 in Dänemark) ist ein dänischer Schauspieler, Komiker und Synchronsprecher.

## Leben
Jonas Schmidt begann seine Karriere als Darsteller in dänischen Toyota-Werbespots in der Rolle des Automechaniker Bruce, wo er mit dem Schauspieler Simon Juli Jorgensen zusammenarbeite. Weiterhin wirkte er noch in den dänischen Werbefilme für die Kaufhauskette Bilka A/S, das Telekommunikationsunternehmen Telmore und die Gewerkschaft Fagligt Fælles Forbund mit. In der weiteren Folge erhielt er seine ersten Engagements und Auftritte für das dänische Fernsehen, wo er in diversen Serien und Shows   mitwirkte und in einigen Filmproduktionen mitspielte. Bei seinen zahlreichen Rollen trat er meist als Komiker oder meist in verschiedenen humorvollen Rollen auf.
Seine erste bekannte Rolle hatte er in der Rolle des Polizisten John Schmidt (in Anlehnung an seinen Realnamen) in Komödien-Fernsehserie P.I.S. – Politiets Indsats Styrke. Den Polizisten-Charakter mit dem geringen Selbstwertgefühl und der Schwierigkeiten mit dem Umgang zu Frauen hatte, spielte er in noch vielen Fortsetzungen die zu dieser Serie produziert wurden. 
Eine weitere bekannte Rolle, verkörperte Schmidt in der Satire-Fernsehserie Wulffmorgenthaler nach der gleichnamigen Comicserie, in seiner Rolle als Faschistisches Nilpferd Dolph, das in Dänemark zu einer populären Figur wurde. In vielen weiteren dänischen Filmen und Serien, die in Anlehnung oder als Fortsetzungen zu Wulffmorgenthaler produziert wurden, spielte er ebenfalls den Charakter des Doplphs.
Jonas Schmidt spielte außerdem die Rolle des Allan Falk Nielsen in der dänischen Fernsehserie Jul i Verdensrummet, ein ähnlicher Charakter wie er in der Serie P.I.S. - Politiets Indsats Styrke verkörperte. 
2005 wurde für das Beste dänische Originalfernsehprogramm für seine Sendung Wulffmorgenthaler und 2007 in der gleichen Kategorie für Dolph og Wulff mit dem Zulu Awards ausgezeichnet.
2007 trat er Rande zur Unterhaltung zum Dansk Melodi Grand Prix als Wachmann Jørgensen bzw. Brian auf, ohne dessen Erlaubnis keiner das Gebäude zu der entsprechenden Veranstaltung betreten durfte. Des Weiteren ist er auch als dänischer Synchronsprecher tätig, so 2007 in dem Animationsfilmen Ratatouille und in dem computeranimierten Filmen zur Olsenbande, Die Olsenbande in feiner Gesellschaft von 2010 sowie 2013 in  Die Olsenbande auf hoher See mit der Stimme des Kriminalassistenten Walter Holm.

## Filmografie
- 1999: In China essen sie Hunde (I Kina spiser de hunde)
- 2000–2006: P.I.S. – Politiets indsatsstyrke (Fernsehserie)
- 2001: Skjulte spor (Fernsehserie)
- 2002: Langt fra Las Vegas (Fernsehserie)
- 2003: Husk lige håndtasken – Nytårsaften med Ole (Fernsehfilm)
- 2005: Boogie (Fernsehserie)
- 2005: Rundfunk (Fernsehserie)
- 2005: Wulffmorgenthaler (Fernsehserie)
- 2005: Dolph & Wulff på afveje (Fernsehfilm)
- 2005: Sporløst forsvundne danskere og flodheste m.m.
- 2005: Humor mod AIDS (Dokumentation)
- 2005: Den lille pige med svovlstikkerne
- 2005: Omars jul
- 2005: Dolph & Wulff (Fernsehserie)
- 2005: Dolphs nytårstale (Kurzfilm)
- 2006: De skrev historie: Dolph (Kurzfilm)
- 2006: Dolph & Wulff med venner (Fernsehserie)
- 2006: Jul i verdensrummet (Fernsehserie)
- 2006: Allan Falks nytårstale (Kurzfilm)
- 2007: Grand Danois 2007
- 2007: Ratatouille (Animationsfilm, dänischer Synchronsprecher)
- 2008: Was niemand weiß (Det som ingen ved)
- 2008: Album
- 2008: Rejsen til Saturn
- 2008: Maj & Charlie (Fernsehserie)
- 2008: Mikkel og guldkortet
- 2009: Monsterjægerne
- 2009: Mørk & Jul (Fernsehserie)
- 2010: Tour de Force
- 2010: Die Olsenbande in feiner Gesellschaft (Olsen-banden på de bonede gulve, Animationsfilm, dänischer Synchronsprecher als Kriminalassistent Walter Holm)
- 2010: Tung metal (Fernsehserie)
- 2010: Vilddyr (Kurzfilm)
- 2011: Brian Mørk Show
- 2011: Jensen & Jensen
- 2011: Le Bodyguard Danois (Kurzfilm)
- 2011: Zomedy (Kurzfilm)
- 2012: Danish Dynamite (Fernsehserie)
- 2012: The Ultimate Gamer
- 2012: Outsider (Miniserie)
- 2013: Det grå guld
- 2013: Antboy – Der Biss der Ameise (Antboy)
- 2013: Die Olsenbande auf hoher See (Olsen Banden på dybt van, Animationsfilm, dänischer Synchronsprecher als Kriminalassistent Walter Holm)
- 2013: Detektiverne